# GLaDOS
GLaDOS（Genetic Lifeform and Disk Operating System 基因生命体与磁盘操作系统）是传送门系列电子游戏中的虚构人工智能体，在《传送门》、《传送门2》、《The Lab》和《Lego Dimensions》等游戏中登场。角色由艾瑞克·沃保与金·斯威夫特设计，由爱伦·麦克莱恩配音。在游戏作品中，GLaDOS扮演了负责测试和维护光圈科技实验设施的角色。在最初的《传送门》中，GLaDOS以引导者的角色登场，随着自己意图逐渐明晰，她的言语和行为也跟着变得邪恶。后来维尔福创作的漫画《Lab Rat》和游戏续作《传送门2》揭示她曾受到科学家的虐待，并在系列剧情正式发生之前用神经毒素杀死了所有的科学家。她在第一作中被玩家摧毁，但在续作中复活，而且被戏剧性地让另一个人工智能体塞入馬鈴薯电池中。
角色设计灵感始于创作游戏《精神世界》之时。当时艾瑞克·沃保撰写台词并使用了语音合成程序，而其他开发者感觉语音合成结果很有趣。最初设计者计划只让GLaDOS在《传送门》游戏前期出现，之后却受到了其他人的喜爱，测试玩家也因为她的指导而乐于完成游戏，结果角色的地位得到了提升。
虽然游戏已经设计了其他角色，但之后全都不再采用，只留下了GLaDOS一个角色。GLaDOS的外貌经过了数次修改，最终成为了现在的版本。至于配音方面，爱伦·麦克莱恩用自己的声音模仿语音合成器的效果，之后又进行处理，使声音听起来更像机器人。《传送门》和《传送门2》结尾歌曲均由麦克莱恩演唱，其中《仍然活着》取得了巨大成功，不光出现在《摇滚乐队》系列游戏中，而且在YouTube的歌曲翻唱中也十分流行。
GLaDOS受到了评论家和游戏玩家的好评。一些人称其为自恋、被动攻击、险恶和诙谐。人们认为她是最伟大的电子游戏角色之一。2007年《传送门》正式发布时，GLaDOS的语音风格受到了普遍赞扬，角色获得了多个最佳游戏角色奖项，这些奖项来自GameSpy、《GamePro》和X-Play等媒体和杂志。许多出版物将其列为历史上最伟大的电子游戏恶棍之一，其中IGN网站和《Game Informer》杂志把GLaDOS排到了第一名。记者和游戏开发者也对她进行了重点分析和挖掘，并与其他小说中的恶棍电脑系统进行了类比，例如《2001太空漫游》中的HAL 9000与《网络奇兵》中的SHODAN。

## 描述
在《传送门》的大部分游戏进程中，GLaDOS都充当旁白的角色，指引玩家通过各个测试室。她的说话声像机器人般呆板，但能分辨出是女性的嗓音。随着时间的推移，玩家会了解到GLaDOS实际上在一步步将玩家扮演的雪儿引向死亡。当雪儿逃离她的掌控时，GLaDOS的旁白越发显得荒谬而针对个人。在描述中，GLaDOS有着被动攻击型人格，个性机智、自恋而又阴险。她身上安装了一些人格核心，部分原因是防止她残害任何人类。在游戏的高潮部分，雪儿进入了GLaDOS的藏身之处，在那里雪儿看到GLaDOS实际上是从一个大型装置上悬挂下来的复杂人工智能。当玩家拆除第一个道德核心时，GLaDOS的嗓音变得不那么呆滞而更显感性。GLaDOS的最初设计是一位研究助理，辅助光圈科技在传送门技术上与黑山研究所竞争。之后GLaDOS计划中的用途包括实现燃料管道结冰抑制剂（fuel line ice inhibitor）与磁盘操作系统。GLaDOS安装于丰富学习中心（Enrichment Center）的中央控制计算机中，身处密闭而宽敞的房间中，旁边是几个中央控制台和一个焚化炉，后者也是GLaDOS最终失败的直接原因。
《传送门2》介绍了惠特利，他在没有个性的时候是加在GLaDOS身上的人格核心。设计惠特利是为了给GLaDOS提供坏主意并抑制她的人格。玩家从惠特利口中了解到，安装在光圈科技的GLaDOS每次完成测试都会产生欣快感，这种快感驱使着她进行测试。与光圈科技的设备脱离连接后， GLaDOS对雪儿更礼貌了一些。后来玩家才知道GLaDOS的人格继承自光圈科技CEO凯夫·约翰逊的私人助理卡罗琳，在卡罗琳的影响下GLaDOS对雪儿的态度变得温暖了不少。